# Kristalmuseum
Het Kristalmuseum is een geologisch museum in de Nederlandse stad Borculo. Het in 1992 geopende museum bezit een grote collectie kristallen, mineralen, edelstenen en fossielen.
Dit museum is gehuisvest in het voormalige gemeentehuis van Borculo en wordt beheerd door de Stichting Geologisch Centrum Nederland.
In 2010 werd de vaste voetbrug naar de ingang vervangen door een ophaalbrug. De ophaalbrug werd gebouwd om ruimte te bieden aan de berkelzomp. Als de brug open staat, is het museum tijdelijk niet meer bereikbaar.